# Giro di Campania 1961
Il Giro di Campania 1961, ventinovesima edizione della corsa, si svolse il 30 marzo 1961 su un percorso di 262 km. La vittoria fu appannaggio dell'italiano Livio Trapè, che completò il percorso in 6h58'40", precedendo i connazionali Noè Conti e Pierino Baffi.

## Ordine d'arrivo (Top 10)
| Pos. | Corridore         | Squadra              | Tempo    |
| ---- | ----------------- | -------------------- | -------- |
| 1    | Livio Trapè       | Ghigi                | 6h58'40" |
| 2    | Noè Conti         | Ignis                | s.t.     |
| 3    | Pierino Baffi     | Fides                | a 38"    |
| 4    | Silvano Ciampi    | Philco               | s.t.     |
| 5    | Giuseppe Fezzardi | San Pellegrino Sport | s.t.     |
| 6    | Franco Cribiori   | Legnano              | s.t.     |
| 7    | Imerio Massignan  | Legnano              | s.t.     |
| 8    | Marino Fontana    | San Pellegrino Sport | s.t.     |
| 9    | Franco Canciani   | Ghigi                | s.t.     |
| 10   | Nino Defilippis   | Carpano              | a 1'54"  |